# Iñaki Txueka
Iñaki Txueka Isasti (Guetaria, Guipúzcoa, 10 de septiembre de 1953) es un empresario vitivinícola y político español, miembro del Partido Nacionalista Vasco. 

## Biografía
Iñaki Txueka nació en la localidad costera de Guetaria en 1953 en el seno de una familia dedicada a la producción de chacolí. Dejó de estudiar la carrera de química, para poder dedicarse a los negocios familiares. Como empresario vitivinícola codirige junto con sus hermanos la bodega familiar Txomin Etxaniz, que es considerada una de las bodegas más importantes de Guetaria; posee dos bodegas, 24 hectáreas de viñedo propio y produce cerca de 300 000 litros de chacolí al año. Iñaki Txueka es también el actual presidente de la Denominación de Origen Txakoli de Guetaria.
Militante del Partido Nacionalista Vasco. Comenzó su carrera política como concejal en el ayuntamiento de Guetaria (1986-1990). 
En 1991 fue nombrado Director de Industrias Agrarias del Gobierno Vasco. Dejó el cargo ese mismo año, en 1991 al ganar el PNV las elecciones forales en Guipúzcoa y entrar dentro del gabinete del nuevo Diputado General de Guipúzcoa, Eli Galdós, como diputado de Agricultura y Portavoz del Gobierno Foral.
En 1995, en el gabinete de Román Sudupe repite como diputado Foral de Agricultura y Medio Ambiente. En 1999 abandonó la política activa para dedicarse a los negocios familiares.
Nuevamente, en las Elecciones Generales de 2000, ocupó el segundo lugar en la lista de su partido por Guipúzcoa y resultó elegido como Diputado del Congreso. En las Elecciones Generales de 2004 salió reelegido.